# شرج علوي (حجر)
'

تعديل مصدري - تعديل

شرج علوي هي إحدى قرى عزلة الجول بمديرية حجر التابعة لمحافظة حضرموت، بلغ تعداد سكانها 110 نسمة حسب تعداد اليمن لعام 2004.